# Зелений список
Зелений список (хорв. Zelena lista) — християнсько-демократична політична партія, що діяла в Хорватії. Заснована в грудні 2004 як регіональна партія під назвою «Зелені за Загреб». 28 лютого 2007 партія провела загальні збори, на яких ухвалено рішення про зміну Статуту, що дозволило партії діяти по всій країні. Тоді ж було змінено назву партії на «Зелений список».

## Історія і діяльність
Партія брала участь у місцевих виборах у травні 2005 року. Вона набрала трохи менше ніж один відсоток голосів на виборах до міської скупщини Загреба, а на виборах до рад міських районів здобула п'ять місць у чотирьох радах. Це була єдина партія, крім чотирьох великих (ХДС, СДП, ХНП і ХПП) та їхніх партнерів по коаліції у спільних списках, яка зуміла завоювати місця в районних радах.
На парламентських виборах у листопаді 2007 року партія уперше висунула своїх кандидатів, змагаючись за 7 із 12 багатомандатних округів. У підсумку вона набрала від 0,3 до 0,7 % голосів. У своїй програмі партія попереджала про небезпеку глобального потепління та виступала за такі заходи, як усунення правових бар'єрів, які, на її думку, стримують дрібне виробництво сонячної енергії та запевнення того, що дрібним виробникам будуть платити за надлишки. Партія стала першою в Хорватії, яка використовувала у виборчій кампанії програму ЛГБТ.
Цікаво, що наприкінці 2006 — на початку 2007 року два депутати рад міських районів Трнє і Горній град — Медвещак перейшли з Хорватської народної партії до «Зелених за Загреб», тобто з однієї із найсильніших партій у маргінальну. Щоправда, один із них через кілька місяців полишив і «Зелений список», працюючи далі як незалежний.
Діяльність партії здебільшого пов'язана із захистом середовища та культурних благ від незаконного та сумнівного будівництва (наприклад, спорудження так званого «Квіткового проходу» в Загребі у 2007—2008 роках на Квітковій площі), нелегальна робота каменярень тощо. «Зелений список» зосереджувалася також на інших питаннях екології та довкілля: протидія побудові сміттєспалювального заводу в Загребі, пропаганда переробки відходів і використання відновлюваних джерел енергії, протидія ядерній енергетиці (Міжнародна антиядерна конференція в Осієку, вересень 2008 р.), сприяння боротьбі зі змінами клімату (Сисацька декларація про кліматичні зміни, грудень 2007 р. — травень 2008 р.).
Партія вела діяльність і у сфері захисту прав людини, гендерної рівності, соціальної справедливості, прав на різноманітність та антимілітаризму. Так, наприклад, партійне керівництво регулярно брало участь у протестному марші до Дня жінок та в загребському параді Zagreb Pride. Партія активно долучилася до кампанії збору підписів за референдум щодо вступу Хорватії в НАТО у березні-квітні 2008 року.
У низці заходів партія успішно співпрацювала з об'єднаннями громадян та громадськими ініціативами.
2014 року «Зелений список» влився до новоутвореної партії «Сталий розвиток Хорватії» (ORaH), яку очолила депутатка парламенту Мірела Холі. Тим самим після вісьмох років діяльності на хорватській політичній сцені партія припинила існування.

## Керівництво, члени та філії
Партію очолювали, як це заведено у зелених партіях по всьому світу, двоє рівноправних співголів — чоловік і жінка.
Партією керувало Правління у складі п'ятьох членів і Рада, яка налічувала близько 25 членів.
Окрім Загреба, партія станом на серпень 2007 мала відділення у десятку міст і громад у Карловацькій, Вараждинській та Приморсько-Горанській жупаніях, а також кілька ініціативних осередків в інших містах.

## Програмові засади
Партія відзначала, що її програмові засади засновуються на основоположних принципах Європейської зеленої партії та на Глобальній зеленій хартії (Global Green Charter). Вона особливо виділяла шість засад:
1. Активна демократія
2. Глобальна справедливість, співробітництво і солідарність
3. Екологічна мудрість
4. Жінки та чоловіки рівноправні та згуртовані
5. Економіка для людей, громади та природи
6. Суспільство ненасильства, співпраці та багатоманітності